# Josefina Eiremo
Josefina Eiremo, född 17 juli 1984, är en svensk innebandyspelare som spelar med Iksu. C i det Svenska Landslaget. Moderklubben är Ersboda SK. Josefina var med i det svenska landslag som vann guld vid innebandy-VM 2009, innebandy-VM 2011, innebandy-VM 2013 och innebandy-VM 2015.